# Alex Cora
José Alexander Cora (Caguas, Puerto Rico; 10 de octubre del 1975), más conocido como Alex Cora, es un exjugador y mánager de las Grandes Ligas de Béisbol.
Jugó en las Grandes Ligas de Béisbol desde 1998 hasta 2011 como campocorto y segunda base e incluso formó parte de los Boston Red Sox, campeones de la Serie Mundial en 2007.

## Trayectoria

### Inició
Cora fue reclutado por primera vez en 1993 por los Minnesota Twins, pero no firmó con el equipo, sino que optó por seguir su carrera en la Universidad de Miami. Posteriormente, los Angeles Dodgers lo eligieron en la 3a ronda del draft amateur de 1996.

### Ligas Menores
Pasó la mayor parte de su tiempo en las Ligas Menores antes de la temporada 2000 , jugando 40 partidos en dos años para los Angeles Dodgers. En 2000, se incorporó al equipo de forma habitual. En 2002 , alcanzó un promedio de bateo de .291, el más alto de su carrera, en 115 juegos. En 2003, hizo la transición de campocorto a segundo base.
El 17 de agosto de 2010 firmó un contrato de ligas menores con los Texas Rangers. Inmediatamente fue asignado a Triple-A Oklahoma City en la Liga de la Costa del Pacífico.
Sólo jugó cuatro partidos con los Rangers antes de ser liberado de su contrato el 7 de septiembre de 2010.
El 2 de febrero de 2011 aceptó un contrato de Liga Menor con los Washington Nationals y jugó 91 partidos con ellos la temporada siguiente, bateando para .224 y jugando principalmente en la tercera base.
El 6 de febrero de 2012 firmó un contrato de Ligas Menores con los Cardenales de San Luis. Fue liberado el 25 de marzo.

### Ligas Mayores
Debutó en las Grandes Ligas el 7 de junio de 1998, con los Angeles Dodgers contra los Seattle Mariners; su hermano Joey Cora fue el segunda base titular en el partido.
Se incorporó a los Indios de Cleveland, con los que firmó un contrato de agente libre en enero de 2005. Sin embargo, los Indios lo traspasaron a los Medias Rojas de Boston el 7 de julio de ese año a cambio de Ramón Vásquez, otro jugador puertorriqueño que podía jugar en varias posiciones del campo.
Con las Medias Rojas, participó en la victoria de la Serie Mundial de 2007. Apareció defensivamente en dos partidos de la Serie Divisional contra Cleveland Guardians. En el último partido contra los Rockies de Colorado, jugó a la defensiva en 2 de los 4 partidos de la serie y sólo fue llamado a batear una vez, realizando con éxito el toque Bunt.
Tras convertirse en agente libre después de la temporada 2008, dejó los Red Sox y firmó con los New York Mets en enero de 2009.
En noviembre del mismo año, firmó un contrato de un año con los New York Mets.
Tenía un promedio de bateo de .207 después de 62 juegos cuando fue liberado de su contrato por los Mets el 7 de agosto de 2010.

### Clásico Mundial de Béisbol
Representó al equipo de Puerto Rico en el Clásico Mundial de Béisbol en 2006 y 2009.

## Mánager
El 15 de noviembre de 2016 fue nombrado instructor del banquillo de los Astros de Houston y, por tanto, se desempeñó como asistente del mánager A. J. Hinch durante la temporada 2017.
El 22 de octubre de 2017 un día después de que los Astros confirmaran su pase a la Serie Mundial de 2017, las Medias Rojas de Boston anunciaron que el sería su mánager a partir de la temporada 2018.
Dejó su cargo el 14 de enero de 2020 tras su implicación en el escándalo por el robo de señas de los Houston Astros. Sin embargo, los Medias Rojas lo volvieron a contratar como gerente después de su suspensión de un año.

## Carrera mediática
De 2013 a 2016, fue comentarista de deportes en televisión y radio para ESPN y ESPN Deportes.